# Swakopmund
Swakopmund är en stad och badort vid Sydatlanten och är huvudstad i regionen Erongo i Namibia, vid mynningen av den 400 km långa, delvis uttorkade floden Swakop. Den är en av landets största städer och har cirka 45 000 invånare.
Swakopmund ligger cirka tre mil norr om hamnstaden Walvis Bay och är ändstation för järnvägen. Den är en populär semesterort med fiske och ökensafarier som huvudattraktioner. I dess omgivning utvinns uran. På grund av Swakopmunds förhållandevis svala klimat flyttar många till staden om sommaren (december/januari).

## Historia
Swakopmund grundades 1892. Historiskt fick staden betydelse som huvudhamn för den tyska kolonialförvaltningen i det dåvarande Tyska Sydvästafrika och som huvudhamn för tyska utvandrare till Namibia. Den från början tilltänkta hamnen i Walvis Bay var under brittisk förvaltning och hamnen i Lüderitz låg avsides från huvudtillfartsvägarna till landets inre. 

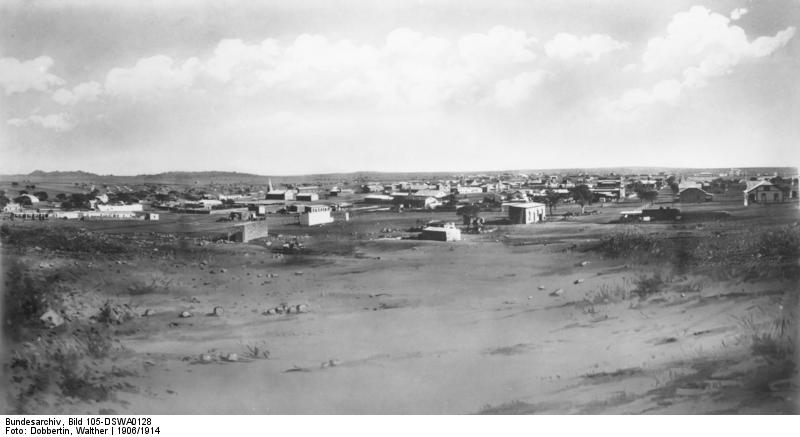
Swakopmund, tidigt 1900-tal.